# Tanah Lapang
Tanah Lapang is een bestuurslaag in het regentschap Sawah Lunto van de provincie West-Sumatra, Indonesië. Tanah Lapang telt 1220 inwoners (volkstelling 2010).